# Syllepte batrachina
Syllepte batrachina is een vlinder van de familie van de grasmotten (Crambidae). De wetenschappelijke naam van deze soort is voor het eerst voorgesteld door Edward Meyrick in een publicatie uit 1936.

## Verspreiding
De soort komt voor in Congo-Kinshasa.

## Waardplanten
Jean Ghesquière heeft vastgesteld dat de rups van deze soort leeft op Fleurya aestuans (Urticaceae) en op Boehmeria nivea (Urticaceae).